# 克拉多克 (東開普省)

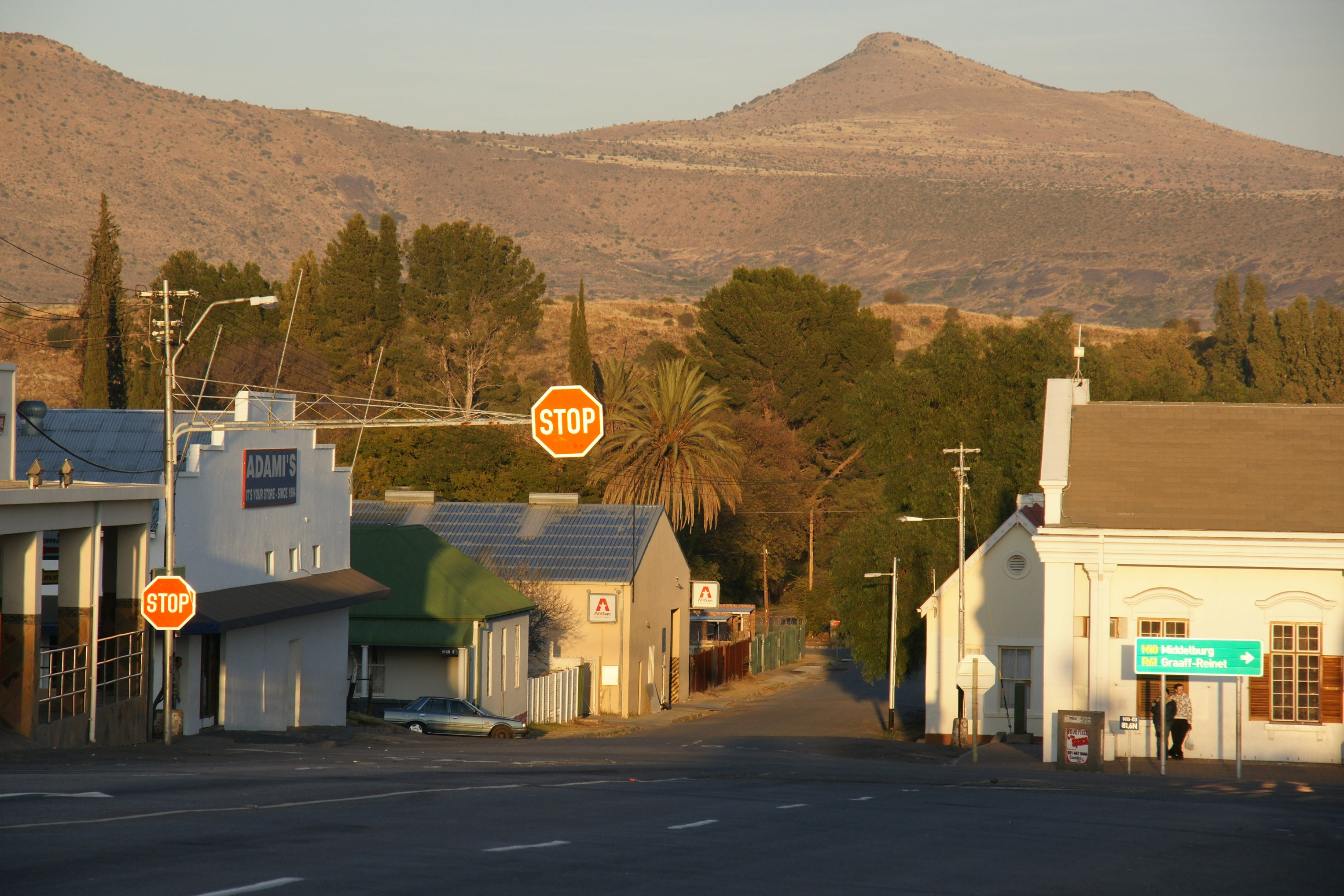
克拉多克

克拉多克是南非的城鎮，位於該國東南部，由東開普省負責管轄，距離伊莉莎白港292公里，始建於1816年，面積123.99平方公里，2001年人口12,327，人口密度每平方公里99人。

## 外部連結
- Cradock South Africa Guide （页面存档备份，存于）
- Cradock history and other information （页面存档备份，存于）
- Panoramas of Cradock and further information on the area